# Reasonable Doubt
Reasonable Doubt е дебютният албум на рапъра Jay-Z. Албумът е издаден на 25 юни 1996 г.

## Песни
Списък на песните от албума:
1. „Can't Knock the Hustle“ (Carter/Foster/Miller) – 5:17
2. „Politics as Usual“ (Biggs/Carter/Willis) – 3:41
3. „Brooklyn's Finest“, изпълнена от Jay Z / Notorious B.I.G – 4:36
4. „Dead Presidents II“ (Carter/Jones/Phillips/Smith/Willis) – 4:27
5. „Feelin' It“, изпълнена от Jay Z / Mecca – 3:48
6. „D'evils“ (Carter/Martin) – 3:31
7. „22 Two's“ (Carter/Willis) – 3:29
8. „Can I Live“ (Bacharach/Carter/Davis/Lorenzo) – 4:10
9. „Ain't No *****“, изпълнена by Jay Z / Foxy Brown – 4:03
10. „Friend or Foe“ (Carter/Martin) – 1:49
11. „Coming of Age“, изпълнена от Jay Z / Memphis Bleek – 3:59
12. „Cashmere Thoughts“ (Bohannon/Carter/Emanuel/Franklin/Ratin) – 2:56
13. „Bring It On“, изпълнена от Jay Z / Big Jaz / Sauce Money – 5:01
14. „Regrets“ (Carter/Di Pasquale) – 4:34
15. „Can I Live II“, изпълнена от Jay Z / Memphis Bleek – 3:57